# الحرب الميثراداتية الثانية
كانت الحرب الميتثريدية الثانية (83-81 قبل الميلاد) واحدة من ثلاث حروب بين مملكة البنطس والجمهورية الرومانية . نشبت هذه الحرب بين الملك ميثراداتس السادس ملك البنطيين والجنرال الروماني لوشيوس ليسينيوس مورينا .

## تاريخ
في ختام الحرب الميثراداتية الأولى ، توصل لوشيوس كورنيليوس سولا إلى اتفاق متسرع مع ميثراداتس لأن سولا احتاج العودة إلى روما للتعامل مع التمرد. سمحت معاهدة السلام لميثراداتس بأن يحتفظ بمملكه بنطس ، لكن كان عليه أن يتخلى عن مطالبته بآسيا الصغرى واحترام حدود ما قبل الحرب. مورينا، أصبح مندوب(ليغاتوس) روما كما كان سولا ، كان متمركزاً في آسيا يقود فيلقين اثنين كانا سابقا تحت قيادة غايوس فلافيوس فيمبريا . وفقاً لكتابات «أبيان» عن هذه الحرب (الحروب الميثراداتية) ، يمكننا أن نستنتج أنها وضعت في مركز قيادة فريجيا ، التي تم ضمها إلى مملكة بيرغامون في عام 188 قبل الميلاد ، وربما كابادوكيا ، التي كانت حليفة لروما.
كتب أبيان أن مورينا سار عبر كابادوكيا وهاجم كومانا ، وهي بلدة تابعة لميثراداتس ، بسبب الشكوك في أن الأخير كانت يستعد للحرب ضد الرومان. كان ميثراداتس يجهز أسطولًا ويرفع جيشًا للتعامل مع تمرد من قبل الكولشيين والقبائل حول مضيق البوسفور السيميري (مضيق كيرتش ). كان حجم هذه الاستعدادات وحقيقة أن ميثراداتس لم يعد كابادوكيا بأكملها لملكهم ، أريوبورانزيس الأول ، الذي كان حليفًا رومانيًا ، مما أدى إلى هذا الانطباع. أرسل ميثراداتس مبعوثين لتطبيق معاهدة السلام. ورد مورينا بأنه لم يرى أي معاهدات لأن سولا لم يكتبها قبل عودته إلى اليونان. ثم بدأ في النهب وعاد بعدها إلى كابادوكيا لقضاء الشتاء هناك. أرسل ميثراداتس مبعوثين إلى روما لتقديم شكوى. في عام 82 قبل الميلاد ، استولى مورينا على 400 قرية تابعة لميثريدس ، الذي لم يحاول مواجهة ذلك ، مفضلاُ انتظار عودة السفراء. عاد مورينا إلى فريجيا وغلاطية مع الغنائم التي نهبها. وصل إليه أحد نواب مجلس الشيوخ الذي أخبره أن مجلس الشيوخ أمره بترك ميثريدات وشأنه لأنه لم يخالف المعاهدة. ومع ذلك ، لم يصدر مرسومًا وشوهد يتحدث إلى مورينا بمفرده.
غزا مورينا أراضي ميثراداتس. اعتقد الأخير أن هذا تم بأمر من روما وأرسل غورديوس ، قائده ، للانتقام من القرى الرومانية. استولى غورديوس على عدد كبير من الحيوانات والممتلكات وتقدم ضد مورينا. عندما وصل ميثراداتس إلى هناك ، خاض معركة صعبة وهزم مورينا. هرب مورينا إلى فريجيا ، وتعرض لمضايقات من العدو. أدى هذا إلى قيام العديد من الدول في آسيا الصغرى التي انحازت لروما بتغيير ولائها. طرد ميثريداتس جميع الحاميات الرومانية من كابادوكيا. لم يوافق سولا على الحرب ضد ميثريداتس لأنه لم يخالف المعاهدة. أُرسل أولوس جابينيوس ليخبر مورينا أن الأمر بعدم محاربة ميثريدس يجب أن يؤخذ على محمل الجد. ثم رتب غابينيوس مؤتمرًا مع ميثريدس وأريوبارزانيس الأول للتوفيق بينهما. خطب ميثريداتس ابنته البالغة من العمر أربع سنوات لأريوبارزانيس ونص على أن يحتفظ أريوبارزانيس بجزء كابادوكيا الذي كان يحتفظ به في ذلك الوقت وأن يكون له أيضًا جزء آخر. تم استدعاء مورينا إلى روما. كتب مينون أنه عندما أرسل ميثريداتس مبعوثيه إلى مورينا ، تجاهلهم لأنهم كانوا في الغالب فلاسفة يونانيين استخفوا بميثريداتس. نصب أريوبارزانيس كملك كابادوكيا وأسس مدينة ليسينيا بالقرب من الحدود مع البنطيين. في هذه الأثناء ، أرسل كل من مورينا وميثريداتس مبعوثين إلى هيراكليا لتقديم عطاءات لتحالفهم. رد هؤلاء بأنهم بالكاد يستطيعون حماية أنفسهم ولا يمكنهم مساعدة الآخرين. قال بعض مستشاري مورينا إنه يجب عليه مهاجمة سينوب ثم السير في مسيرة إلى عاصمة بنطس. إذا استولى عليها ، يمكن كسب مدن أخرى. قام ميثراداتس بحماية سينوب بقوة كبيرة واستعد للحرب. في البداية كانت لديه الأفضلية ، ولكن بعد ذلك كانت المعركة متساوية. هذا قلل من شهية الجانبين للحرب. ذهب ميثريداتس إلى الشرق وعاد مورينا إلى آسيا.
أعقب هذه الحرب الحرب الميثراداتية الثالثة .